# Drepanocentron satrajita
Drepanocentron satrajita är en nattsländeart som beskrevs av Schmid 1982. Drepanocentron satrajita ingår i släktet Drepanocentron och familjen Xiphocentronidae. Inga underarter finns listade i Catalogue of Life.